# دوشس ماریا پاولوونای روسیه
دوشس ماریا پاولوونای روسیه (به روسی: Великая Княгиня Мария Павловна) (۱۸ آوریل ۱۸۹۰ – ۱۳ دسامبر ۱۹۵۸) نوه الکساندر دوم روسیه بود. او دخترعموی نیکلای دوم روسیه و دخترعمه شاهزاده فیلیپ، دوک ادینبرو بود. مادر ماریا زمانی که او تنها یک سال داشت، از دنیا رفت. پدر او نیز در سال ۱۹۰۲ به دلیل ازدواج ناهم‌تراز بدون اجازه تزار روسیه از روسیه اخراج شد. ماریا و برادرش دمیتری نزد عمویشان دوک بزرگ سرگئی الکساندروویچ و همسرش الیزابت هسن و راین بزرگ شدند.
ماریا در سال ۱۹۰۸ با شاهزاده ویلهلم، دوک سودرمانلاند ازدواج کرد. حاصل این ازدواج پسری به نام لنارت بود. ماریا در سال ۱۹۱۴ از ویلهلم طلاق گرفت و در طی جنگ جهانی اول به عنوان پرستار کار می‌کرد. او در سال ۱۹۱۷ در دوران دولت موقت روسیه با شاهزاده سرگئی پوتیاتین ازدواج کرد. حاصل این ازدواج نیز پسری بود که در کودکی درگذشت. ماریا و همسرش در سال ۱۹۱۸ از طریق اوکراین از روسیه خارج شدند و مدتی در بخارست و لندن زندگی کردند و نهایتاً در ۱۹۲۰ در پاریس ساکن شدند. ماریا در پاریس به تولید و فروش محصولات گل‌دوزی پرداخت. در سال ۱۹۲۳ از همسر دومش جدا شد و در سال ۱۹۲۸ بعد از فروش برند محصولاتش به ایالات متحده آمریکا مهاجرت کرد. ماریا در زمان اقامتش در نیویورک دو جلد کتاب خاطرات نوشته و منتشر کرد. او در سال ۱۹۴۲ به آرژانتین رفت و تا پایان جنگ جهانی دوم در آن کشور ماند و در ۱۹۴۹ مجدداً به اروپا بازگشت.
دوشس ماریا در سال ۱۹۵۸ در سن ۶۸ سالگی در کنستانتس آلمان درگذشت. جسد او در کلیسایی در نزدیکی همین شهر و در کنار برادرش دمیتری دفن شده است.